# Rosenbrücke
Die Rosenbrücke ist eine Donaubrücke bei Tulln in Niederösterreich. Sie führt beim Stromkilometer 1965,51 über die Donau.
Die Rosenbrücke liegt westlich der Stadt Tulln und dient als Nord-West-Umfahrung der Stadt und als Entlastung der Tullner Donaubrücke. Über sie führt die Tullner Straße B19. Sie ist eine Schrägseilbrücke mit einem hohen A-Pylon.

## Errichtung
Während die anderen neueren Donaubrücken in Niederösterreich bereits in den 1970er Jahren gebaut wurden, wurde diese Brücke erst 1996 fertiggestellt. Der Entwurf stammte aus dem Büro des Wiener Architekten Alfred Pauser. Es wurde zuerst von einer Jury ausgewählt, aber auch bei einer im Zuge eines Bürgerbeteiligungsverfahrens durchgeführten Abstimmung als Sieger auserkoren. 
Am 8. Juni 1992 wurde der Grundstein gelegt, am 25. August 1995 wurde das Schlussstück betoniert. Die Verkehrsfreigabe erfolgte am 13. Dezember 1995.

## Daten
Die Brücke hat eine Gesamtlänge von 440 m, wovon 176 m die Hauptspannweite beträgt. Die Überbaubreite beträgt 17 m. Der Pylon hat eine Höhe von 71 m.